# دومیتریتا ترنر
دومیتریتا ترنر (به انگلیسی: Dumitriţa Turner) ژیمناست زادهٔ ۱۲ فوریهٔ ۱۹۶۴ میلادی اهل کشور رومانی است.